# Піру-Ноу
Піру-Ноу (рум. Piru Nou) — село у повіті Сату-Маре в Румунії. Входить до складу комуни Пір.
Село розташоване на відстані 443 км на північний захід від Бухареста, 50 км на південний захід від Сату-Маре, 120 км на північний захід від Клуж-Напоки.

## Населення
За даними перепису населення 2002 року у селі проживали 103 особи.
Національний склад населення села:
| Національність | Кількість осіб | Відсоток |
| -------------- | -------------- | -------- |
| румуни         | 57             | 55,3%    |
| угорці         | 28             | 27,2%    |
| цигани         | 18             | 17,5%    |

Рідною мовою назвали:
| Мова      | Кількість осіб | Відсоток |
| --------- | -------------- | -------- |
| румунська | 67             | 65,0%    |
| угорська  | 34             | 33,0%    |